# Kaltwasserlaine
Die Kaltwasserlaine ist ein rechter Zufluss zur Loisach in Oberbayern.
Sie entsteht aus Gräben an den Nordhängen des Heimgartens, fließt zunächst südlich des Illings, verlässt das bergige Gelände bei den Kaltwasserfällen in Richtung Ohlstadt. Sie fließt südlich am Ort vorbei, unterquert die A 95 und mündet von rechts in die Loisach.

## Galerie

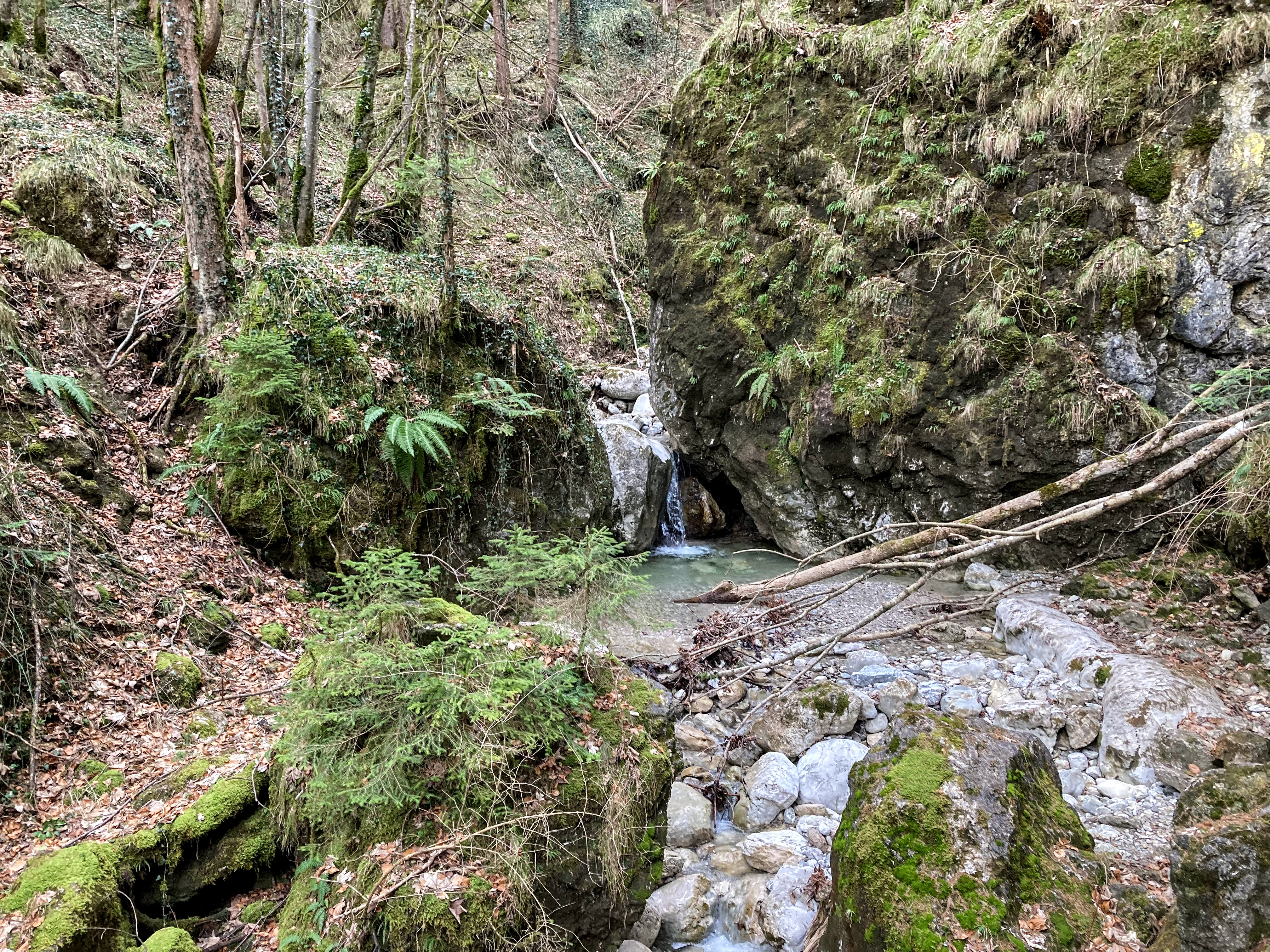
Kaltwasserfälle